# Tini
Martina Stoessel (Buenos Aires, 21 de março de 1997), mais conhecida como Tini (estilizado em letras maiúsculas), é uma cantora, compositora, dançarina, atriz argentina. Tornou-se conhecida por interpretar Violetta Castillo, protagonista da telenovela Violetta (2012–2015), do Disney Channel. Em 2020, foi eleita a artista argentina número um no Spotify e também recebeu o título de artista do ano pela Billboard Argentina.
Começou sua carreira de atriz fazendo um papel menor no programa de televisão Patito Feo, aos dez anos. Depois, estreou como protagonista em Violetta, papel que rendeu, além de três temporadas da série, um filme, lançado em 2016,  sete álbuns de estúdio e duas turnês internacionais. Com o fim do projeto, Tini se lançou como cantora solo. Seu primeiro álbum, Tini (Martina Stoessel), foi lançado em 29 de abril de 2016. No ano seguinte, deu inicio a sua primeira turnê, a Got me Started Tour. Em 12 de outubro de 2018, Tini lançou seu segundo álbum, o Quiero Volver, que deu nome a sua segunda turnê, a Quiero Volver Tour, iniciada em dezembro do mesmo ano, e com nove shows esgotados no Luna Park Arena em Buenos Aires. Durante a pandemia, em 3 de dezembro de 2020, ela lançou seu terceiro álbum, o Tini, Tini, Tini. Em 2022, Tini voltou aos palcos com sua terceira turnê, a TINI Tour, que se encerrou ao final de 2023. Em 16 de fevereiro de 2023, ela lançou seu quarto álbum, Cupido, que tornou-se o álbum com melhor estreia (e o mais reproduzido) de uma artista feminina argentina na história do Spotify. Em 11 de abril de 2024 Tini lançou seu quinto álbum de estúdio, Un Mechón de Pelo, referenciado pela Billboard Espanhol como o mais pessoal da cantora até o momento.

## Primeiros anos e educação
Martina Stoessel, filha de Alejandro Stoessel (produtor de televisão argentino) e Mariana Muzlera, nasceu no dia 21 de março de 1997 na maternidade Suizo Argentina de Buenos Aires. Ela possui um irmão um ano e meio mais velho, chamado Francisco. Na infância, sua mãe achava o nome Martina grande demais para ela, por ser uma criança muito pequena, então começou a  carinhosamente abreviar para Tini. O apelido acabou ficando, até mais tarde ser adotado como nome artístico.
Tini começou a estudar dança aos cinco anos de idade, e não demorou muito para começar a fazer ginástica esportiva, jazz, hip hop e, seguidamente, aulas de canto e comédia musical. Suas primeiras performances foram na escola: ela realizou uma apresentação da coreografia de Patito Feo e atuou numa montagem de Peter Pan. Também estudou em dois colégios bilíngues, o San Marcos e o Martín y Omar, em San Isidro. A troca aconteceu devido a rotina de gravações de Violetta.

## Carreira

### 2007–2015: Início de carreira e sucesso comVioletta
Com apenas dois anos de idade, Tini teve sua primeira aparição na TV,  quando estava nos bastidores de Videomatch — um programa de televisão argentino no qual seu pai era diretor — e sua madrinha, a modelo Carmem Yazalde, a viu e a apresentou para as câmeras como sua afilhada.
Mais tarde, Tini passou a ter vontade de atuar na televisão. Ela sempre pedia a seu pai um papel na telenovela argentina Patito Feo, da qual ele era produtor. Porém, ele negava, pois não queria vê-la tão nova na mídia. Entretanto, um dia, ela conseguiu convence-lo. Assim, em 2007, Tini fez sua primeira participação na TV com um papel de "ponta", aos 10 anos.
Em 2011, quando seu pai deixou de trabalhar como produtor na Ideas de Sur, ele decidiu apresentar um projeto para o Disney Channel e pediu que Tini gravasse cantando alguns temas musicais para acompanhar a apresentação. Quando os produtores da Disney ouviram, ficaram interessados pela dona da voz. O interesse era porque a Disney tinha em andamento um outro projeto, no qual buscavam a protagonista a cerca de um ano. Eles então convidaram-na para fazer um teste. Na audição, ela cantou a versão em espanhol de "This Is Me" da Demi Lovato, dançou uma coreografia autoral de hip hop e interpretou uma cena. Dois meses depois, ela recebeu a notícia de que havia sido escalada para participar do projeto — que recebeu o nome de Violetta, uma coprodução do Disney Channel América Latina —  interpretando a protagonista Violetta Castillo. Os ensaios duraram cerca de cinco meses, e as gravações oito.
Antes de sua estreia como protagonista em Violetta, Tini recebeu um convite para dar voz à versão em espanhol da música "The Glow" ("Tu Resplandor"), originalmente interpretada pela cantora Shannon Saunders. Em 31 de dezembro de 2011, em um evento para o Disney Channel América Latina chamado Celebratón, Tini fez sua primeira aparição na Disney, cantando a música. A versão de Tini fez parte do álbum Disney Princesas: Canciones de las Princesas, lançado em março de 2012.

No dia 5 de abril de 2012 foi lançado o tema musical "En mi Mundo", cantado por Tini, como música de abertura de Violetta. A canção também foi gravada por Tini em suas versões italiana ("Nel mio mondo") e inglesa ("In My Own World"). A telenovela argentina estreou oficialmente em 14 de maio de 2012, e teve seu último episódio transmitido no dia 6 de fevereiro de 2015, após três temporadas. Tini era a atriz mais nova do elenco principal, gravou a primeira temporada com apenas quatorze anos, enquanto todos os outros atores tinham mais de dezoito anos.

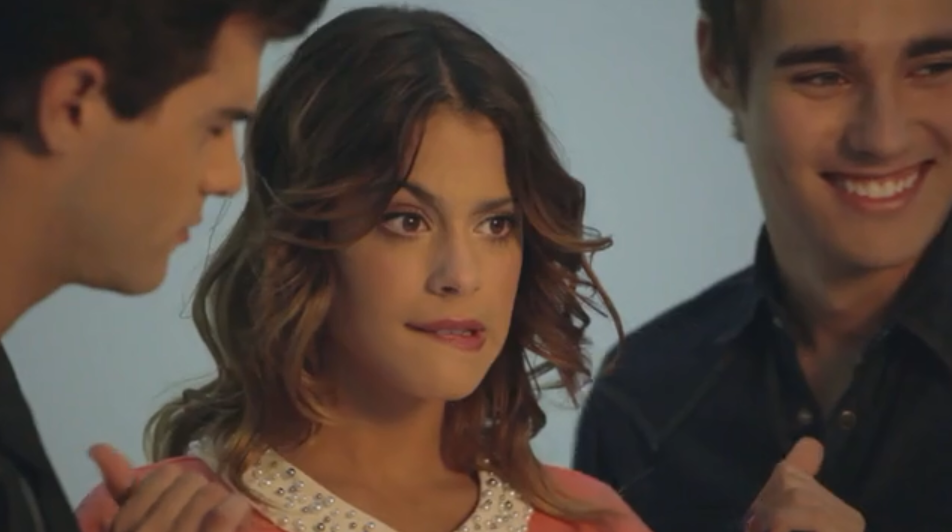
Tini em sessão de fotos para a segunda temporada de Violetta, 2013

Pelo papel em Violetta, ganhou fama e reconhecimento como atriz e cantora, ganhando prêmios como o de Atriz Revelação em 2013 na renomada premiação argentina Martín Fierro. Violetta também se mostrou um verdadeiro sucesso internacional. Em 2013, recebeu renovação para segunda temporada. Além disso, o grupo Violetta – composto pelos atores principais da série – em julho do mesmo ano realizou sua primeira turnê mundial, a Violetta en Vivo.  No auge do sucesso da novela, Tini recebeu o convite de dar voz a versão em espanhol e italiano da música "Let it Go", ("Libre Soy" e "All'alba Sorgerò"), originalmente interpretada por Demi Lovato, na trilha sonora do filme Frozen. Ademais, em 10 de agosto de 2013, ela e o elenco participaram de um evento televisivo de caridade Un sol para los chicos, promovido pelo Fundo das Nações Unidas para a Infância (UNICEF), cantando algumas canções.

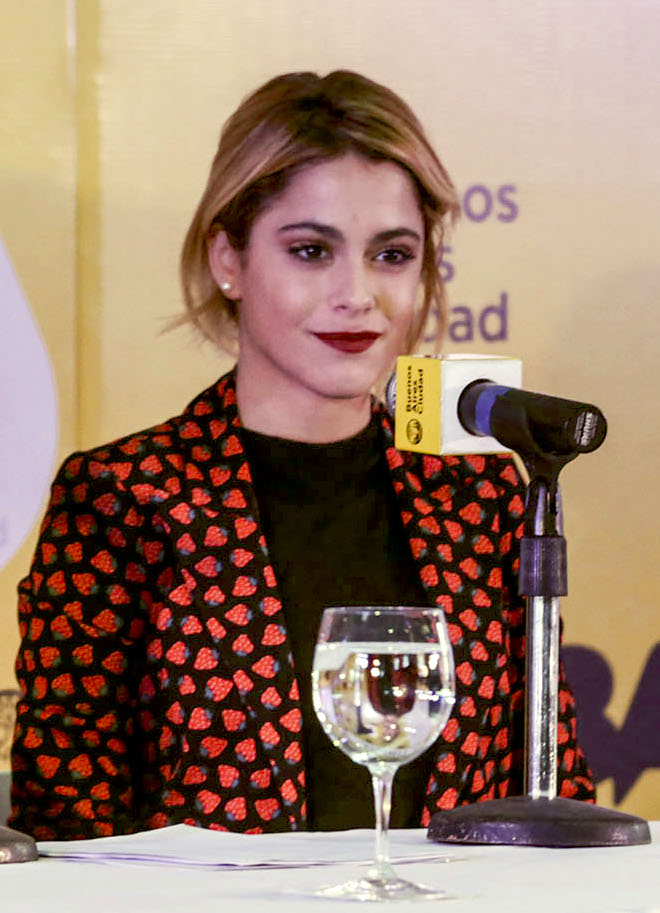
Tini durante coletiva de imprensa, 2014

Em 2014, tanto a confirmação de Tini na terceira (e última) temporada de Violetta, quanto a realização da segunda turnê mundial, a Violetta Live, foram anunciadas. Além disso, Tini também começou a se dedicar a projetos pessoais neste ano. Em maio, ela realizou a Juntada Tinista, um evento organizado em parceria com o governo de Buenos Aires que reuniu cerca de 250 mil fãs da série e da cantora (apelidados de Tinistas) em Palermo. O espetáculo solo contou com alguns convidados e teve como tema "cuidemos do planeta". No mesmo mês, o primeiro livro de Martina foi lançado: uma autobiografia intitulada "Simplesmente Tini" (no original, Simplemente Tini), que foi traduzida para vários idiomas e contou um pouco mais sobre sua vida fora das telas, aproximando-a mais dos fãs. Em 1º de setembro, Tini teve um encontro especial com o Papa Francisco em Roma, durante o evento Partita per la Paz,, organizado por uma rede de escolas mantida pelo Papa, juntamente com a Fundação PUPI, criada pelo ex-futebolista argentino Javier Zanetti. Durante o evento, a atriz cantou no Estádio Olímpico a versão italiana de "En mi mundo" e a canção "Imagine" de John Lennon em inglês.
Em 2015, meses após o encerramento de Violetta, no dia 10 de setembro em Milão, Itália, Tini juntamente com Jorge Blanco e Mercedes Lambre participaram de uma conferência de imprensa para anunciar a produção do filme Tini: Depois de Violetta, uma trama pensada com intuito de encerrar o ciclo da série e marcar o inicio de uma nova fase na vida da artista. O filme foi gravado na Itália, Espanha e Argentina, no segundo semestre de 2015, e sua trilha sonora foi realizada pela gravadora Hollywood Records – a qual Tini assinou contrato no mesmo ano. Seu lançamento nos cinemas ocorreu em 2016, com diferentes datas em cada país, e juntamente com o primeiro CD solo da cantora: TINI (Martina Stoessel).

### 2016–2017: Início da carreira solo
Depois de seu sucesso como atriz, Tini adotou o nome artístico TINI e passa a se dedicar a sua carreira como cantora. Em abril de 2016 lançou seu primeiro álbum solo pela gravadora Hollywood Records, com a qual alcançou o disco de ouro, em suas poucas horas de lançamento, na Argentina. Em julho, ela apresentou "Great Escape", seu primeiro single e videoclipe como artista solo. Também lançou "Yo me escaparé", versão em espanhol do mesmo, com a inclusão de um videoclipe. Ela também se tornou o rosto da marca de roupas Cher.

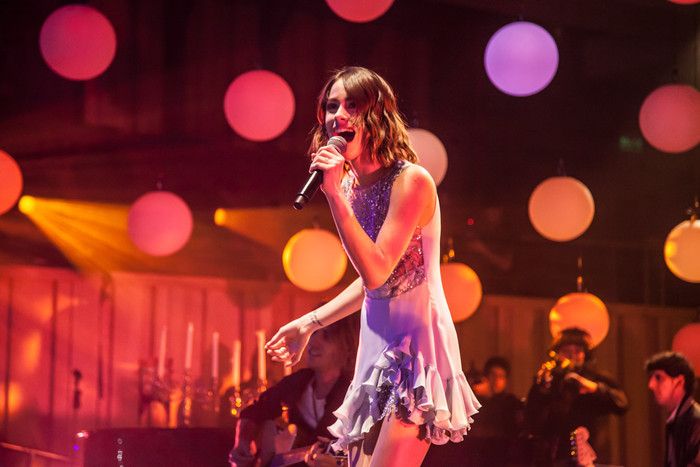
Tini em show, 2016

Em outubro, Tini deu início a sua primeira turnê como solista, intitulada Got Me Started Tour, que percorreu 9 países e 17 cidades da Europa, iniciando no Palacio Vistalegre, em Madrid, e encerrando sua seção europeia, com dois shows no Festhalle, em Frankfurt. Mais tarde, ela iniciou sua turnê pela América Latina, com 3 shows no Teatro Gran Rex. Em 17 de novembro de 2016, Tini foi nomeada embaixadora honorária da paz mundial durante a cerimônia Red Voz por la Paz em Buenos Aires. A nomeação foi feita pelo colega ativista de direitos humanos Adolfo Pérez Esquivel e pela ativista política guatemalteca Rigoberta Menchú.
Para uma edição de primavera verão de 2017, lançou sua própria linha de roupas chamada: Tini by Martina Stoessel. Também produziu uma versão deluxe, de seu álbum de estreia, com a música "Got Me Started" e sua versão em espanhol, "Ya no hay nadie que nos pare", como o segundo single solo, com a colaboração de Sebastián Yatra. Em fevereiro do mesmo ano, ela lançou o videoclipe de "Finders keepers", e em maio publicou o videoclipe oficial, do terceiro single intitulado "Si tú te vas". Em maio, juntamente com David Bisbal, Tini gravou a música "Todo es posible", para a trilha sonora do filme Tadeo Jones 2: El secreto del rey Midas. Também fez uma colaboração com o The Vamps para o novo álbum da banda, com a música "It's a Lie", lançada em 14 de julho. Em outubro, Tini lançou o primeiro single do seu, posteriormente, segundo álbum, "Te Quiero Más". A música, com a participação do venezuelano Nacho, obteve disco de platina em seu país natal. Para encerrar o ano, ela anunciou que iria colaborar, com o cantor americano Max Schneider na versão latina da canção "Ligths Down Low".

### 2018–2020:Quiero VolvereTini Tini Tini

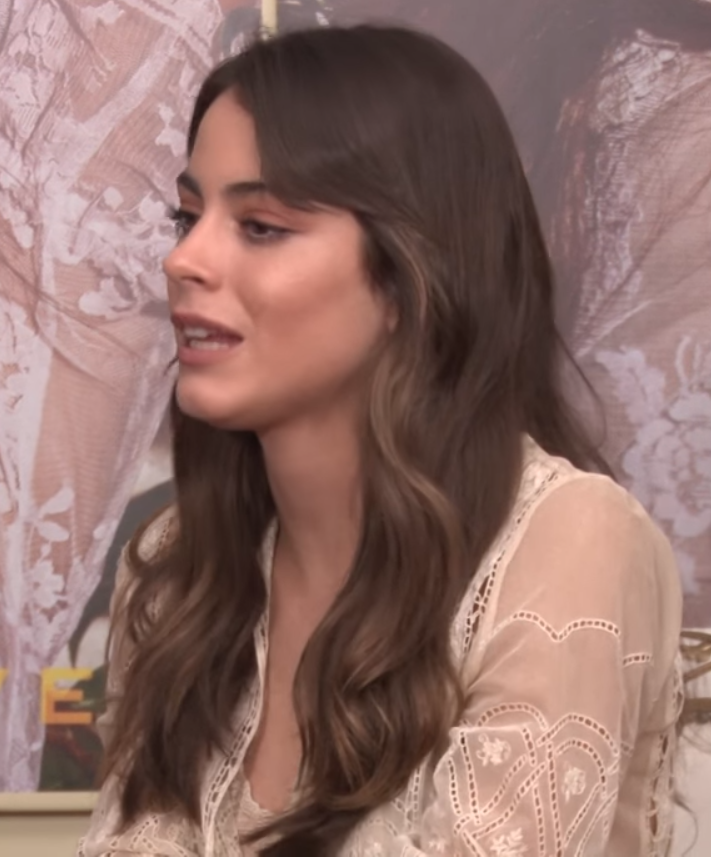
Tini em entrevista, 2018

Depois de "Te Quiero Más", Tini começou a investir cada vez mais em feats, com diversos artistas latinos, lançando-os como singles. Assim, realizou em 2018 as seguintes colaborações: em abril, com a colombiana Karol G., "Princesa"; em junho, com o grupo colombiano Morat, "Consejo de Amor"; e em agosto, com Sebastián Yatra, "Quiero Volver"; Sua parceria com Yatra deu nome ao seu segundo albúm, Quiero Volver, lançado no mesmo ano em 12 de outubro, e também à segunda turnê da cantora, a Quiero Volver Tour, com início dia 13 de dezembro de 2018 e término, com os três últimos shows cancelados devido a pandemia, em março de 2020. A turnê passou por países da América Latina e da Europa. Ademais, Tini, em julho, foi chamada por Álvaro Soler, para fazer parte do remix de seu hit "La cintura" com o cantor norte americano Flo Rida. Também, em agosto, a cantora foi capa da revista Vogue Latinoamérica.
Em 2019 e 2020, Tini continuou a ampliar suas colaborações com outros artistas. Em 2019, lançou os singles: "22" com a colombiana Greeicy; "Fresa" com Lalo Ebratt, canção que ocupou o #1 no Top 50 do Spotify Argentina por 28 dias; e "Oye" novamente com Yatra, que, junto ao hit "Fresa", ocuparam o #1 e #2 no Spotify e na Apple Music Argentina ao mesmo tempo. Além disso, Tini foi chamada a dar voz ao single "Sad Song", do DJ sueco Alesso e também recebeu o convite de atuar como "Cristina" no novo clipe de Sebástian Yatra  — que rendeu posteriormente o feat "Oye", como uma espécie de continuação. Ainda em 2019, Tini foi convidada pela cantora britânica Jessie J para performar com ela o sucesso "Bang Bang", em seu show no dia 1º de outubro, no estádio Luna Park, em Buenos Aires. Também marcou presença no show da Final da Copa Libertadores, cantando ao lado de outros artistas como, por exemplo, Anitta.
Em 2020, Tini apresentou os sucessos: "Recuerdo", junto com a dupla venezuelana Mau y Ricky; "Ya no me llames", com o cantor e produtor Colombiano Ovy On The Drums; "Ella Dice" com o cantor de trap argentino Khea; "Duele" ao lado do também argentino John C.; "Bésame" com R3HAB e Reik; "Un Beso En Madrid" com um dos seus grandes ídolos Alejandro Sanz; e também esteve em um feat na versão remix de "High" com Maria Becerra e Lola Indigo, canção que atingiu o Hot 100 da Argentina; Encerrou o ano lançando seu single "Te Olvidaré", em 3 de dezembro, juntamente com seu terceiro álbum de estúdio: Tini Tini Tini. Na época, tornou-se o álbum mais reproduzido de uma artista argentina, batendo o recorde de maior estreia de uma artista do país, e o primeiro a entrar no Spotify Top 10 Global Albums Debut, na posição de número #4. Além disso, com duas semanas de lançamento, já certificava Ouro na América Central, 7X Platina no Chile e 2X Diamante na Argentina. Tini foi a cantora argentina mais ouvida a nível nacional e internacional no ano de 2020.

### 2021–2023:Cupido

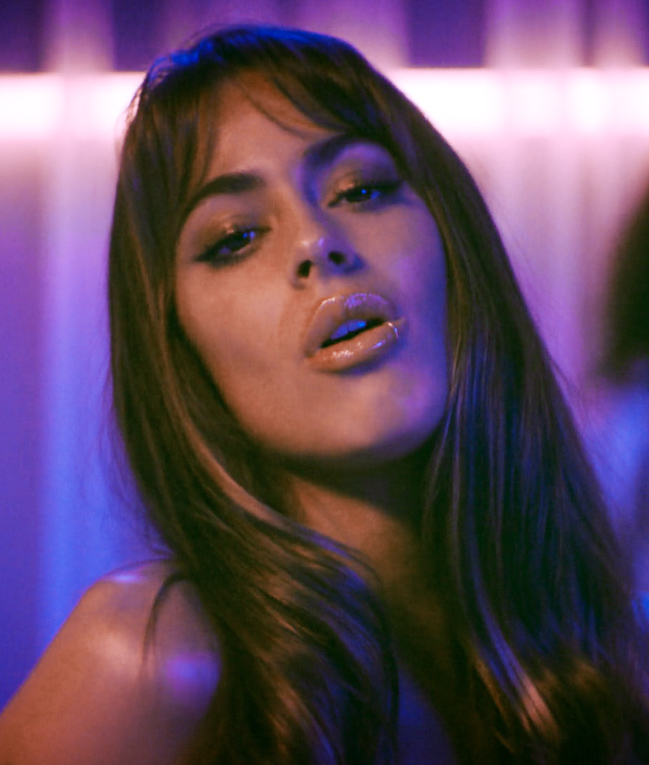
Tini, em seu clipe "Bar"

Em 2021, Tini marcou o início de uma nova era. Lançou as colaborações: "Mientéme", ao final de abril, com a cantora Maria Becerra —  primeira canção da artista a alcançar o Top 50 Global na plataforma Spotify, atingindo números incríveis; "Maldita Foto", com o colombiano Manuel Turizo; e a canção "Bar", com o cantor Argentino de cúmbia L-Gante, que liderou a Billboard Hot 100 da Argentina por quatro semanas seguidas; Também, marcou sua presença nas colaborações: a versão remix de "2:50" da dupla MYA, com também participação do cantor DUKI; "La Ninã de La Escuela", novamente com a cantora Lola Indigo, mas agora também com a artista Belinda; e também esteve em um feat, com o venezuelano Danny Ocean, chamado "Tú No Me Conoces". No dia 30 de outubro de 2021, a cantora realizou seu primeiro show após a pandemia da Covid-19, em Posadas. Por fim, anunciou para o ano seguinte sua volta oficial aos palcos, com a terceira turnê de sua carreira, a TINI Tour 2022, com show de estreia em 21 de março no Hipódromo de Palermo (posteriormente adiado para o dia 20 de maio).
Já em 2022, Tini lançou os feats: "Fantasi" ao lado do cantor Beéle; a parceria "La Loto", com duas estrelas da música latina: a cantora brasileira Anitta e a norte-americana, de raízes mexicanas, Becky G; e a música "El último Beso", ao lado do cantor Tiago PZK; De parcerias, esteve presente ao lado de: Christina Aguilera na música "Suéltame", lançada como o primeiro single do EP La Tormenta da norte-americana; Elena Rose, María Becerra, Greeicy e Becky G, na versão remix da música "La Ducha"; e Ozuna, com a canção chamada "Un Reel"; Tini também voltou a lançar singles solos. Em maio, retornou com o estilo de cúmbia, com a música "La Triple T", se mostrando um verdadeiro fenômeno argentino alcançando sozinha o primeiro lugar da Billboard Hot 100 do país durante três semanas. Também apostando no estilo mais melancólico lançou a canção "Carne Y Hueso".
Iniciada sua nova turnê em maio, Tini retornou aos palcos com novas coreografias, looks, remix de suas músicas, e participações especiais de vários artistas que colaboraram com ela. Tudo isso levando-na a esgotar seis shows no Hipódromo de Palermo, com capacidade para cerca de 16 mil pessoas (um deles com transmissão ao vivo na plataforma Star+, exclusivamente na América Latina, e na Disney+ nos Estados Unidos), e seu show no Estádio Centenario no Uruguai, em menos de 24 horas. Isso levou sua equipe a abrir novos setores (duas vezes), esgotando-os e totalizando mais de 40 mil entradas vendidas.
Em novembro, ao ser convidada pelo vocalista Chris Martin, performou ao lado do artista no show da banda Coldplay em Buenos Aires, Argentina. Por fim, Tini encerrou 2022 realizando dois projetos com a plataforma Disney +. O primeiro foi o especial Só Amor e Mil Canções, um show em comemoração ao 10º aniversário de estreia de Violetta, no qual performou algumas canções da série, ao lado de seus colegas de elenco Jorge Blanco, Candelaria Molfese e Mercedes Lambre. O segundo, TINI Tour 2022 | A Despedida do Ano , tratou-se de uma transmissão ao vivo (simultaneamente feita também pela plataforma Star+), do último show da artista no ano com a sua turnê, na cidade de Buenos Aires.
Já em 2023, Tini esteve no feat "Por El Resto De Tu Vida" de Christian Nodal;  participou de uma segunda colaboração com o cantor Tiago PZK em maio, chamada "Me Enteré"; realizou um crossover em outubro com o cantor BM e o produtor Big One chamada "Lágrimas"; e também colaborou com a cantora Emilia Mernes na canção "La Original". Sua primeira música lançada no ano (e último feat de seu quarto álbum) foi "Muñecas", ao lado de La Joaqui e Steve Aoki. No dia 14 de fevereiro, Tini lançou seu novo single "Cupido". Dois dias depois, seu quarto albúm de estúdio, que leva o mesmo nome da música, também foi lançado. Cupido encerra a era da cantora iniciada com o lançamento de "Mientéme" em 2021. Tornou-se o álbum com melhor estreia (e o mais reproduzido) de uma artista feminina argentina na história do Spotify, ultrapassando seu álbum anterior (Tini, Tini, Tini) que agora ocupa a segunda posição. Ademais, o single entrou no Top 50 Global do Spotify, fazendo de Tini a primeira e única cantora argentina a conseguir esse feito com uma música solo.
Em abril, na premiação Prêmios Gardel 2023, Tini foi a mulher argentina a receber mais indicações. No mesmo mês anunciou pelas suas redes sociais as últimas datas de sua terceira turnê solista em Miami, Nova Iorque e Los Angeles, sendo esta sua estreia pelos Estados Unidos denominada TINI USA Tour. Em junho lançou um clipe para sua música "Las Jordans".

### 2024-presente:Un Mechón de PeloeFutttura

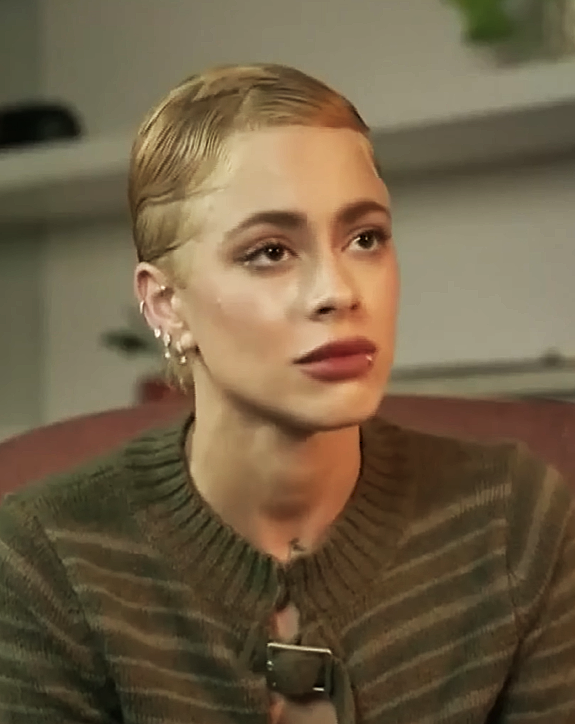
Tini em entrevista, 2024

Já em 2024, em fevereiro, a cantora ganhou seu primeiro Premio Lo Nuestro, com o álbum Cupido, na categoria Álbum do ano - Pop/Urbano. Ao longo do ano Tini participou da colaboração "AGUA" com CA7RIEL & Paco Amoroso bem como esteve na música "We Pray" da banda Coldplay, ao lado de outros artistas. Após o lançamento a cantora performou a música ao vivo durante passagem do Coldplay com sua turnê em Dublin. Em março Tini anunciou pelas suas redes sociais o lançamento de seu quinto albúm de estúdio, intitulado Un Mechón de Pelo, em que as músicas "Pa", "Posta" e "Buenos Aires" foram divulgadas como singles. O álbum foi referenciado por muitos como o mais pessoal de Tini até agora. Aborda e confronta diversas situações pessoais ao longo de sua adolescência e fase adulta e, principalmente, detalha seu difícil processo emocional e psicológico vivido nos últimos anos, que a levou ao diagnóstico de depressão. Através de suas redes sociais a cantora anunciou três apresentações únicas de divulgação do novo álbum, nos dias 25, 26 e 27 de abril, todas em Buenos Aires. Após esgotar todos os shows foram abertas as vendas de ingressos para mais duas apresentações, nos dias 28 e 29. Todos acabaram sendo adiados devido as condições climáticas. O show também contou com transmissão ao vivo.  Em maio, Tini iniciou uma pausa dos palcos para viajar ao México e iniciar as gravações do projeto que marca o seu retorno como atriz em uma série desde Violetta. A trama Colapso estreou no Brasil dia 15 de agosto de 2025 pelo Disney+. Em novembro, a cantora iniciou as divulgações de seu novo projeto musical, através de uma mudança em seu site oficial. Com alterações diárias ao longo de 11 dias seguidos a cantora publicou uma série de pistas e spoilers. No último dia, 5 de dezembro, Tini lançou o single "el cielo".
Em 2025 Tini voltou a colaborar com a cantora Emilia ao lado também de Nicki Nicole com a música "Blackout", lançada em março. Também esteve nas colaborações: "STRANGERS" com o cantor canadense JP Saxe, "Me Gusta" com a banda Miranda! e "LO QUE ME CAUSA" com Milo J. Em junho lançou o single "Universidad", onde voltou a cantar com o colombiano Beéle. No dia 3 de abril, a cantora esteve no programa argentino La Casa onde realizou um show gratuito em Palermo para cerca de 30 mil pessoas, com transmissão online com 200 mil telespectadores, a fim de anunciar o seu festival, intitulado Futttura. O festival com três palcos distintos foi descrito por Tini como "uma viagem no tempo" das etapas de sua carreira e "o show mais incrível da sua vida". O anúncio contou com um vídeo promocional com diversas imagens da cantora em suas diferentes eras, incluindo um "encontro" da cantora com sua personagem Violetta produzido com I.A. Em menos de 24h Tini esgotou cinco datas do festival em Buenos Aires (24, 25 e 31 de outubro e 1 e 2 de novembro), somando mais de 150 mil ingressos vendidos.  Em julho a cantora performou novamente ao lado da banda Coldplay a colaboração "We Pray", durante show do grupo em Miami.

## Inspirações e influências
Antes mesmo de ser lançada pela Disney, e ainda mais devido a isso, Tini já era fã e se inspirou ao longo da carreira no trio pop formado por Miley Cyrus, Demi Lovato e Selena Gomez, que, assim como ela, foram protagonistas de sucesso e depois se lançaram na indústria musical. Tini chegou a ser questionada pela mídia se seguiria o mesmo caminho, por vezes controverso, de algumas delas. Ela afirmou que cada um faz o que gosta e segue sua própria estrada, e que não seguiria o mesmo caminho que as demais estrelas da Disney.
Conforme foi crescendo em sua profissão como cantora, Tini também teve outras inspirações. Em 2019, durante uma entrevista para a revista Seventeen do México, foi questionada sobre qual vinha sendo a maior delas e respondeu Beyoncé, pois disse que ama ela, tudo que ela faz, e como dá pra ver sua presença em todos os mínimos detalhes.  Essa influência já se confirmava, de fato, nos anos anteriores, pelo seu estilo visual  (chegando a trabalhar com a estilista Paula Selby Avellaneda, que criou figurinos para Beyoncé), suas performances em shows e coreografias. Tini sempre deixou claro sua admiração e o quanto é fã da cantora, citando-a em seu canal no YouTube em 2016 como a pessoa com quem mais gostaria de fazer uma colaboração.
Além disso, já incluiu na lista de cantores com quem gostaria de trabalhar nomes como Shakira (uma referência desde a infância), Ariana Grande, Justin Timberlake, Alicia Keys, David Bisbal (que se concretizou em 2018, na gravação da música "Todo Es Posible"), Alejandro Sanz (um dos seus grandes ídolos, com quem ela também realizou o sonho de gravar juntos, em 2020), entre outros. Em 2023, Tini disse se inspirar em cantoras femininas como Madonna, Britney Spears, Whitney Houston e Lady Gaga.
Em seus hits de sucesso, a artista explorou diferentes estilos musicais: com presença forte do reggaeton, em sua maioria, Tini foi desde o uso do estilo cumbia villera, típico da Argentina, em músicas como "22", "Miénteme", "Bar" e "La Triple T", até a fusão do trap com a inspiração musical e estética do tango sensual, em "Duele".

## Vida pessoal
Em março de 2022, Tini passou por momentos difíceis com seu pai sendo internado em terapia intensiva. Isso fez a cantora adiar shows de sua turnê Tini Tour (a artista publicou uma nota em suas redes sociais). Felizmente ele recebeu alta do hospital no final do mês.  Em 2024 a cantora lançou a música "Pa" (em português "Papai") onde fala sobre esse período delicado.

Em junho de 2023, Tini deu uma entrevista para o jornal El País onde falou pela primeira vez sobre seus ataques de pânico, diagnóstico de depressão, e a sensação de, desde a pandemia, ter chegado ao fundo do poço:
"Literalmente três semanas atrás não podia levantar da cama (...) Não me via sendo capaz de dar uma entrevista, de pentear o cabelo. E foi pela ideia da turnê na Espanha, onde tenho uma comunidade enorme de fãs, que tirei forças para conseguir isso. Minhas amigas me ajudaram, viajaram comigo, meu namorado, minha psicóloga, com quem estou fazendo terapia a dois meses todos os dias. (...)" - Tini, em entrevista para El País
Ainda, afirmou que o motivo de estar falando sobre o tema é para que outras pessoas que passam pelo mesmo não se sintam sozinhas ou loucas, porque todos podemos passar por isso. Durante seu show de estreia da turnê espanhola na arena Palau Sant Jordi em Barcelona, Tini mostrou-se emocionada em vários momentos, e também falou sobre o assunto no palco.
Em abril de 2024, Tini rebateu as alegações antigas, porém frequentes, de que ela só havia conseguido ascender em sua carreira por seu pai ser produtor de televisão. De acordo com ela, antes de passar no teste para Violetta, seu pai estava sendo barrado de trabalhar com quaisquer projetos na televisão na Argentina, por ter perdido uma ação judicial pela propriedade intelectual da telenovela Patito Feo, da qual foi produtor, o que ela e sua família alegam se tratar de uma injustiça. De acordo com Tini, nesse período, sequer ela conseguia trabalhos na TV, por ser filha dele. Por isso, na verdade, Tini só teria sido escalada para o papel em Violetta porque o projeto não se tratava de uma produção argentina, mas sim europeia. A cantora chamou de "justiça divina" ter conseguido o protagonismo da série.
No dia 2 de novembro de 2024, Tini publicou em sua rede social X (antigo twitter) um post com a bandeira da comunidade LGBTQIA+ e com a bandeira bissexual e escreveu: "Amar e ser livre é a coisa mais linda e importante que pode existir".

#### Relacionamentos
Entre 2013 e 2015, Tini namorou o ator e cantor Peter Lanzani. Já em 2016 a cantora namorou Pepe Barroso, modelo e ator espanhol que atuou em seu videoclipe Great Escape. O relacionamento teve idas e vindas, chegando ao fim em meados de dezembro de 2018.
Em junho de 2019, a artista confirmou que estava namorando o cantor colombiano Sebastián Yatra. Separados em países diferentes durante a quarentena, os dois confirmaram o término em maio de 2020. Ambos iriam estrear uma série juntos para o Disney+, chamada Siempre Fui Yo, mas, após o fim da relação, abandonaram o projeto.
Em 2022, Tini começou um relacionamento com o futebolista argentino Rodrigo De Paul, encerrado em agosto de 2023 e reatado em 2025. Ambos começaram a se envolver pouco tempo após o término do jogador com sua ex-esposa, envolto por desentendimentos em relação aos filhos do casal e disputas judiciais. Isso levou Tini a sofrer uma série de ataques online, por ser considerada pivô do fim do casamento. A argentina nunca veio a público falar sobre o tema ao longo de seu relacionamento. Já após o término, durante participação em um podcast, rompeu o silêncio: "Não destruí nenhuma família. Desde que o mundo é mundo as vezes as pessoas se apaixonam estando em um relacionamento, acontece. Tenho provas, estou cansada desse assunto. Estou cansada que me falem disso. Não tenho nada a ver com essa história." Em uma faixa de seu álbum Un Mechon de Pelo (2024), a cantora disse: "Eu fiquei calada para que as crianças não sofressem". Dias após o lançamento do álbum, De Paul chegou a vir em sua rede social exaltar Tini e sua família por preservarem os filhos do jogador. Em 2025 ambos voltaram a ser fotografados juntos. O retorno do casal foi oficializado publicamente com a presença da cantora e sua família no evento que marcou a ida do jogador para o Inter de Milão, em julho.

## Filmografia

### Filmes
| Ano         | Título                              | Papel                         | Notas                                  | Ref.    |
| ----------- | ----------------------------------- | ----------------------------- | -------------------------------------- | ------- |
| 2013        | Universidade Monstros               | Carrie Williams               | Dublagem em italiano                   | [ 184 ] |
| 2014        | Violetta - O Show                   | Ela mesma / Violetta Castillo | Protagonista                           | [ 185 ] |
| 2015        | Violetta - A Viagem                 | Ela mesma / Violetta Castillo | Documentário da série Violetta         | [ 186 ] |
| 2016        | Tini: Depois de Violetta            | Tini                          | Protagonista                           | [ 187 ] |
| 2019        | UglyDolls: Extraordinariamente feos | Moxy                          | Dublagem em espanhol                   | [ 188 ] |
| Não lançado | The Diary                           | Elisa                         | Protagonista, ao lado de outros atores | [ 189 ] |

### Outros
| Ano       | Título                    | Papel               | Notas                                  | Ref.            |
| --------- | ------------------------- | ------------------- | -------------------------------------- | --------------- |
| 2007      | Patinho Feio              | Martina (Martu)     | Participação especial                  | [ 190 ]         |
| 2012–2015 | Violetta                  | Violetta Castillo   | Protagonista                           | [ 191 ] [ 192 ] |
| 2017      | Soy Luna                  | Ela mesma           | Participação especial                  | [ 193 ]         |
| 2018      | El host                   | Ela mesma           | Participação especial                  | [ 194 ]         |
| 2018      | La Voz Argentina          | Ela mesma           | Coach (2ª temporada)                   | [ 195 ]         |
| 2019      | Pequeños Gigantes         | Ela mesma           | Coach                                  | [ 196 ]         |
| 2020      | TINI - Quiero Volver Tour | Ela mesma           | Série documentada (Youtube)            | [ 197 ]         |
| 2020      | La Voz México             | Ela mesma           | Convidada (7ª temporada)               | [ 198 ]         |
| 2022      | Solo Amor Y Mil Canciones | Ela mesma           | Especial 10 anos de Violetta (Disney+) | [ 199 ]         |
| 2025      | Colapso                   | Miranda Sanguinetti | Série para o Disney+                   | [ 200 ]         |

## Discografia

### Álbuns
| Título                                                                       | Detalhes                                                                                              | Melhores posições nas tabelas | Melhores posições nas tabelas | Melhores posições nas tabelas | Melhores posições nas tabelas | Melhores posições nas tabelas | Melhores posições nas tabelas | Melhores posições nas tabelas | Melhores posições nas tabelas | Melhores posições nas tabelas | Melhores posições nas tabelas |     | Certificações                                           |
| Título                                                                       | Detalhes                                                                                              | ARG                           | AUT                           | BEL                           | FRA                           | GER                           | ITA                           | NLD                           | POL                           | SPA                           | SWI                           | URG | Certificações                                           |
| ---------------------------------------------------------------------------- | --- | ----------------------------- | ----------------------------- | ----------------------------- | ----------------------------- | ----------------------------- | ----------------------------- | ----------------------------- | ----------------------------- | ----------------------------- | ----------------------------- | --- | ------------------------------------------------------- |
| Tini (Martina Stoessel)                                                      | - Lançamento: 29 de abril de 2016 - Gravadora: Hollywood Records - Formatos: CD, Download digital     | 1                             | 3                             | 17                            | 13                            | 6                             | 6                             | 44                            | 9                             | 12                            | 37                            | —   | - CAPIF: Ouro - IFPI AUT: Ouro - ZPAV: Ouro             |
| Quiero Volver                                                                | - Lançamento: 12 de outubro de 2018 - Gravadora: Hollywood Records - Formatos: CD, Download digital   | 1                             | 22                            | 138                           | 106                           | 26                            | 77                            | —                             | 49                            | 11                            | 40                            | —   | - IFPI CL: Platina - CUD : Platina - COL+ECU:+PER: Ouro |
| Tini Tini Tini                                                               | - Lançamento: 3 de dezembro de 2020 - Gravadora: Hollywood Records - Formatos: CD, Download digital   | 2                             | —                             | —                             | —                             | —                             | —                             | —                             | —                             | 40                            | —                             | —   | - CAPIF: 2× Diamante                                    |
| Cupido                                                                       | - Lançamento: 16 de fevereiro de 2023 - Gravadora: Hollywood Records - Formatos: CD, Download digital | 3                             | —                             | —                             | —                             | —                             | —                             | —                             | —                             | 5                             | —                             | 4   |                                                         |
| Un Mechón de Pelo                                                            | - Lançamento: 11 de abril de 2024 - Gravadora: Hollywood Records - Formatos: CD, Download digital     |                               |                               |                               |                               |                               |                               |                               |                               |                               |                               |     |                                                         |
| "—" denota uma gravação que não foi traçada ou não foi lançada naquele país. | |                               |                               |                               |                               |                               |                               |                               |                               |                               |                               |     |                                                         |

## Turnês
- Violetta en Vivo (2013–2014)
- Violetta Live (2015)
- Got Me Started Tour (2017–2018)
- Quiero Volver Tour (2018–2020)
- TINI Tour (2022–2023)
- Futttura (presente)